# Arctia poveyi
Arctia poveyi là một loài bướm đêm thuộc phân họ Arctiinae, họ Erebidae.